# Ровенський провулок (Київ)
Ро́венський прову́лок — зниклий провулок, що існував у Московському, нині — Голосіївському районі міста Києва, місцевість Деміївка. Пролягав від Васильківської вулиці до тупика.

## Історія
Провулок виник у 1-й третині XX століття під назвою Костянтинівський. Назву Ровенський провулок отримав 1955 року. Ліквідований на початку 1980-х років у зв'язку зі знесенням старої забудови.